# 버지니아 웨이들러
버지니아 웨이들러(Virginia Weidler, 1927년 3월 21일 ~ 1968년 7월 1일)는 미국의 배우, 영화배우이다.

## 영화
- 베스트 풋 포워드 (1943년)
- 브로드웨이의 연인들 (1941년)
- 필라델피아 스토리 (1940년)
- 젊은 톰 에디슨 (1940년)
- 여자들 (1939년)
- 투 핫 투 핸들 (1938년)
- 소울스 앳 씨 (1937년)
- 빅 브로드캐스트 오브 1937 (1936년)
- 더 빅 브로드캐스트 오브 1936 (1935년)
- 피터 이벳슨 (1935년)